# Сяржега
Сяржега — река в Вытегорском районе Вологодской области России, левый приток Андомы.
Берёт исток в небольшом озерце на территории Андомского сельского поселения, течёт на север в незаселённой болотистой местности. После деревни Шлобино впадает в реку Андома в 36 км от её устья. Длина реки составляет 12 км, площадь водосборного бассейна — 43,1 км².

## Данные водного реестра
По данным государственного водного реестра России относится к Балтийскому бассейновому округу, водохозяйственный участок реки — Бассейн Онежского озера без рр. Шуя, Суна, Водла и Вытегра, речной подбассейн реки — Свирь (включая реки бассейна Онежского озера). Относится к речному бассейну реки Нева (включая бассейны рек Онежского и Ладожского озера).
Код объекта в государственном водном реестре — 01040100612102000017338.